# Procerastea simpliseta
Procerastea simpliseta är en ringmaskart som beskrevs av Hartmann-Schröder 1990. Procerastea simpliseta ingår i släktet Procerastea och familjen Syllidae. Inga underarter finns listade i Catalogue of Life.